# Piotr Klimczak
Piotr Klimczak, född den 18 januari 1980 i Nowy Sącz, är en polsk friidrottare som tävlar i kortdistanslöpning främst 400 meter.
Klimczaks främsta meriter har kommit som en del av polska stafettlag på 4 x 400 meter. Vid inomhus-VM 2006 blev laget silvermedaljörer och två gånger har han varit med i lag som blivit trea vid inomhus-EM.
Individuellt deltog han vid Olympiska sommarspelen 2004 utan att ta sig längre än försöket.

## Personligt rekord
- 400 meter - 45,60